# Stay Rad!
Stay Rad! is het achtste studioalbum van de Amerikaanse punkband Teenage Bottlerocket. Het album werd uitgegeven op 15 maart 2019 op cd en lp via het platenlabel Fat Wreck Chords. Stay Rad! is het eerste album van de band dat origineel materiaal bevat sinds de dood van drummer Brandon Carlisle, die eind 2015 stierf.

## Achtergrond
Stay Rad! is het eerste album van Teenage Bottlerocket bestaande uit origineel materiaal sinds de uitgave van het studioalbum Tales From Wyoming (2015). In 2017 werd Stealing the Covers uitgegeven, een album dat uitsluitend bestaat uit covers. De titel van het album, Stay Rad!, ontleent inspiratie aan een voormalige roadie van de band, die vaak een pet droeg met daarop de tekst "stay rad".
Op 18 januari 2019 werd door Fat Wreck Chords bekendgemaakt dat Teenage Bottlerocket een nieuw album zou uitgeven op 15 maart dat jaar, getiteld Stay Rad!. Tegelijkertijd werd er een nieuw nummer van het album, "I Wanna be a Dog", beschikbaar gemaakt voor streamen.
Op 20 februari werd het nummer "Everything to Me" beschikbaar gemaakt voor streamen. Er werd ook een bijhorende videoclip uitgegeven.
On 14 maart, een dag vóór de officiële uitgave, werd het album in zijn geheel beschikbaar gemaakt voor streamen via Alternative Press.
Een videoclip voor het nummer "I Wanna Be a Dog" werd op 21 augustus dat jaar uitgegeven.

## Nummers
1. "You Don't Get the Joke" - 2:10
2. "Death Kart" - 2:37
3. "Everything to Me" - 2:57
4. "I Wanna Be a Dog" - 1:48
5. "Night of the Knuckleheads" - 1:54
6. "Creature from the Black Metal Lagoon" - 2:44
7. "Anti-Social Media" - 2:06
8. "Wild Hair (Across My Ass)" - 1:57
9. "The First Time That I Did Acid Was the Last Time That I Did Acid" - 2:35
10. "I Want to Kill Clint Carlin" - 2:01
11. "I'll Kill You Tomorrow" - 2:53
12. "Stupid Song" - 2:39
13. "Little Kid" - 2:04
14. "I Never Knew" - 2:45

## Band
- Kody Templeman - gitaar, zang
- Ray Carlisle - gitaar, zang
- Miguel Chen - basgitaar
- Darren Chewka - drums